# Bánh chuối

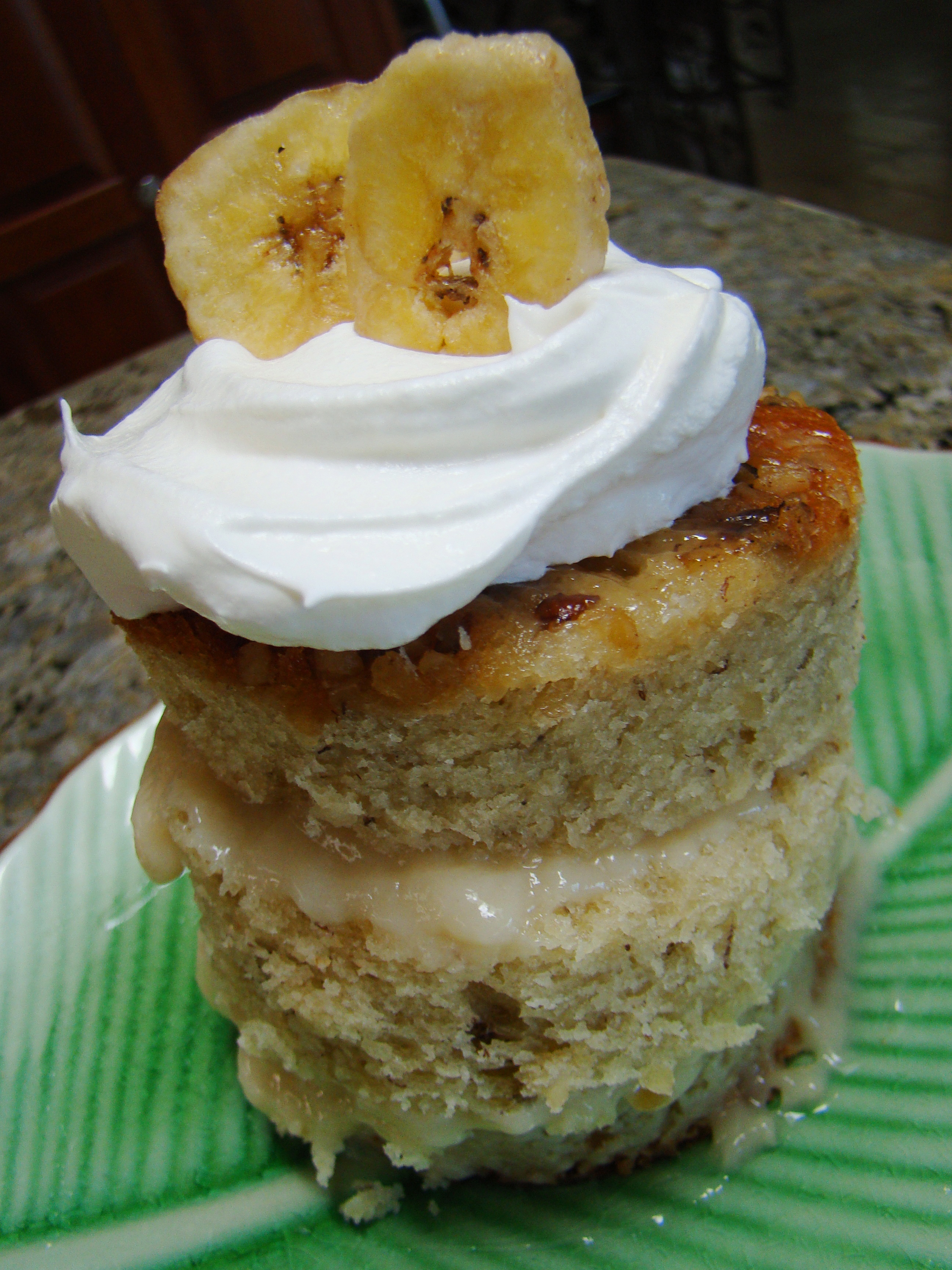
Bánh cupcake chuối

Bánh chuối là một loại bánh được chế biến bằng cách sử dụng chuối làm thành phần chính, cùng với những nguyên liệu làm bánh thông thường. Món ăn có thể được chế biến dưới nhiều hình dạng khác nhau, chẳng hạn như bánh nhiều lớp, như bánh muffin và cupcake. Bánh chuối hấp có thể được tìm thấy trong ẩm thực Trung Quốc, Indonesia và Việt Nam.

## Chế biến
Bánh chuối được chế biến bằng cách sử dụng chuối làm nguyên liệu chính và các nguyên liệu làm bánh thông thường như bột mì, đường, trứng, bơ, bơ thực vật hoặc dầu và muối nở. Chuối có thể được nghiền nhừ hoặc xay nhuyễn bằng cách sử dụng máy xay thực phẩm hoặc máy trộn điện rồi trộn vào hỗn hợp làm bánh. Có thể sử dụng chuối cắt lát để đặt lên trên bánh hoặc trang trí bánh. Để làm món bánh chuối có thể dùng chuối chín nẫu hoặc chín đen. Cũng có thể dùng sô-cô-la kết hợp với chuối để hương vị được hòa quyện, khiến một số người cảm thấy thích thú. Một số loại hạt như óc chó và mác ca có thể trộn với hỗn hợp hoặc đặt lên trên bánh hoặc trang trí bánh.
Kem phủ hoặc tráng men có thể được sử dụng trong quá trình chế biến, có thể bao gồm đồ uống có cồn như rượu bourbon. Bánh chuối có thể được nướng, hoặc chế biến như một loại bánh hấp bằng nồi hấp thực phẩm. Bánh chuối có thể có kết cấu nhão. Nó có thể được chế biến thành bánh nhiều tầng, và có thể dùng hỗn hợp bánh để làm ra bánh muffin và bánh cupcake. Nó cũng có thể được chế biến thành món chay hoặc một món ăn ít chất béo.

Bánh chuối
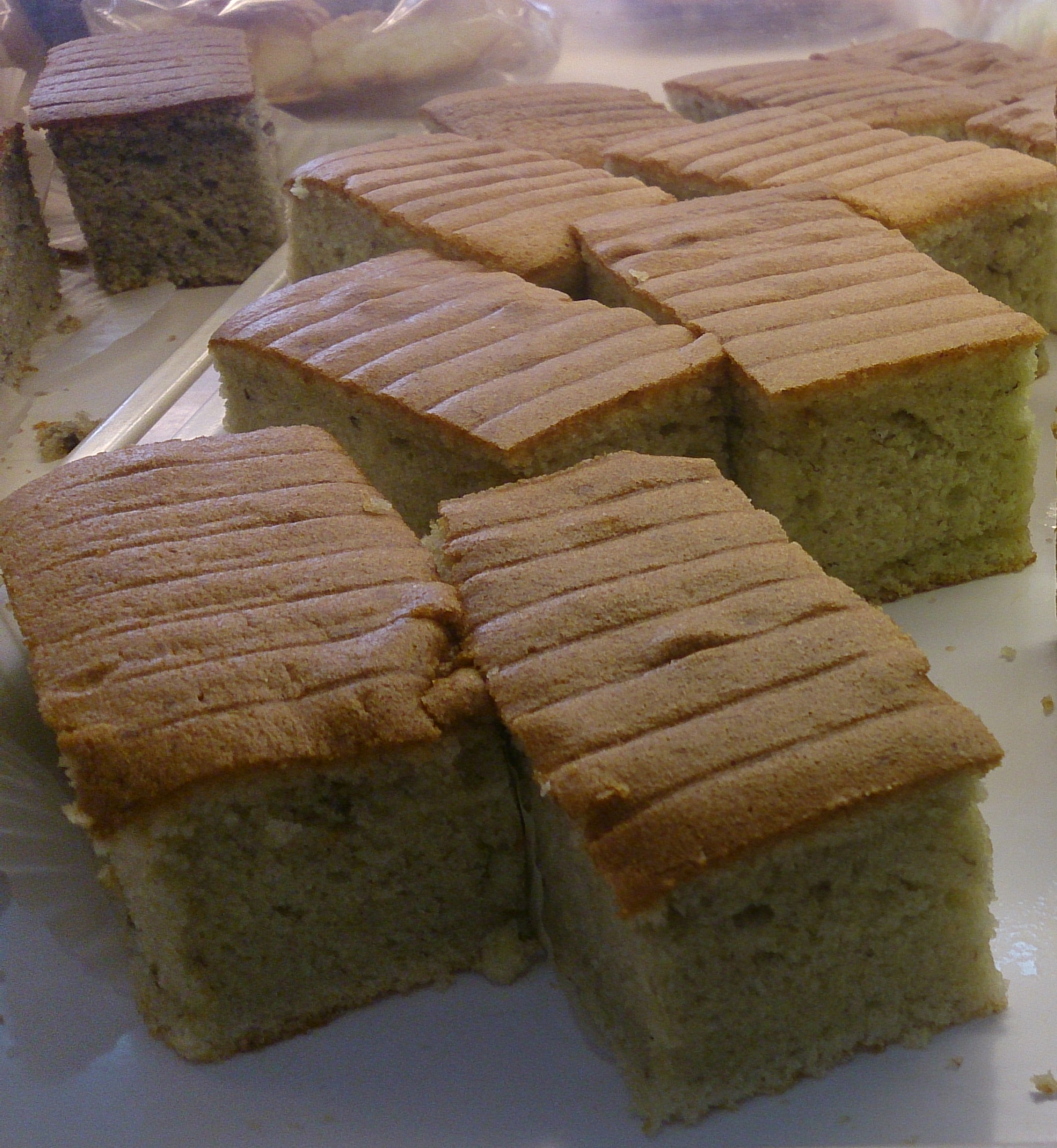
Bánh chuối cắt lát
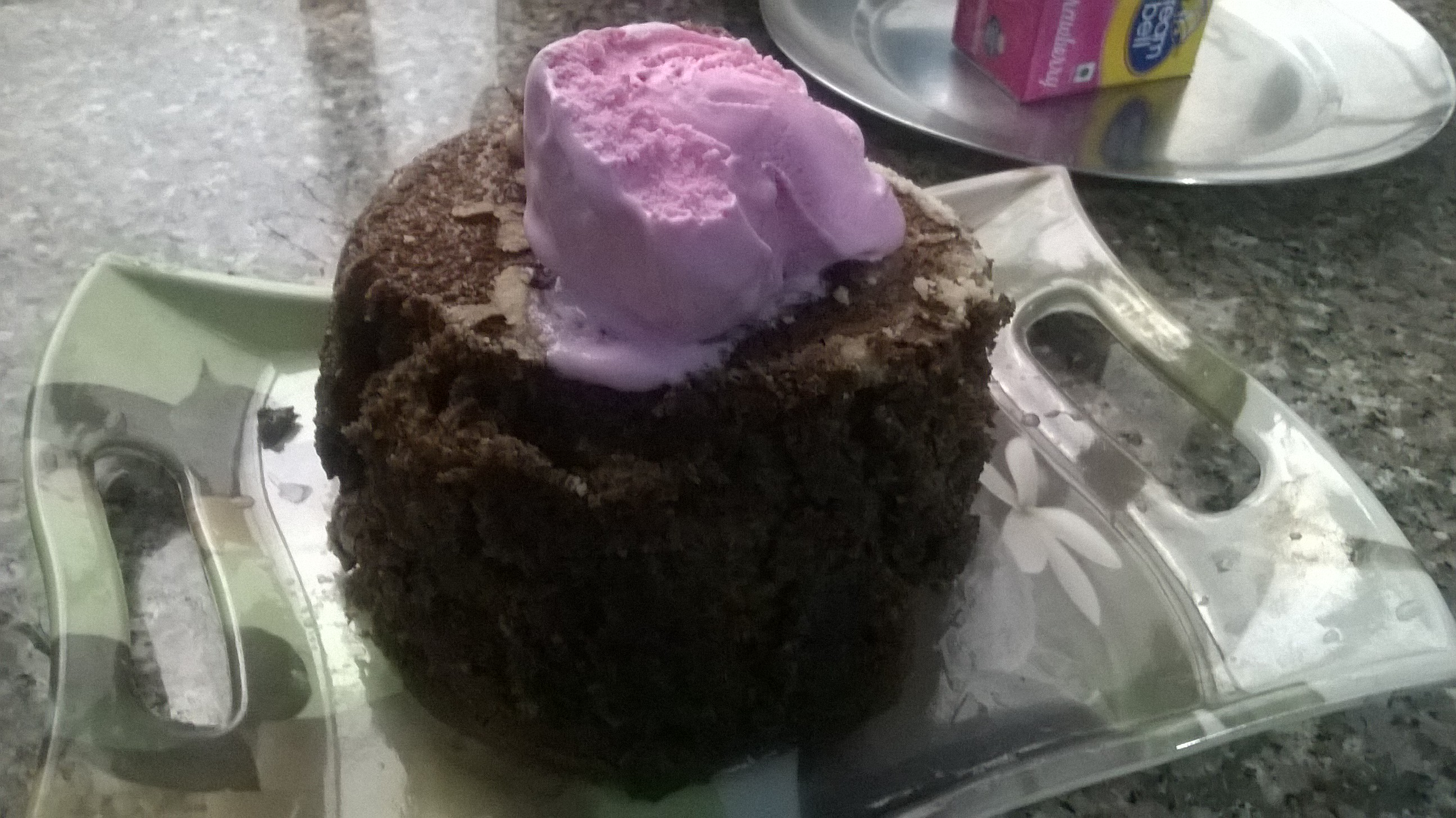
Bánh chuối sô-cô-la được trang trí với kem dâu
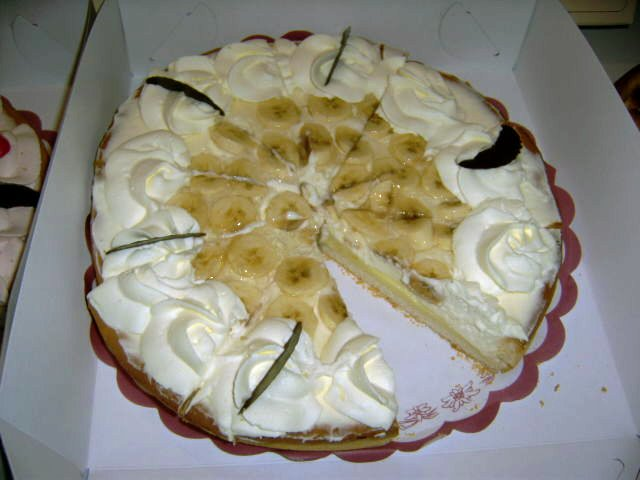
Bánh chuối được trang trí với chuối cắt lát

## Các loại bánh

### Trong ẩm thực Trung Quốc

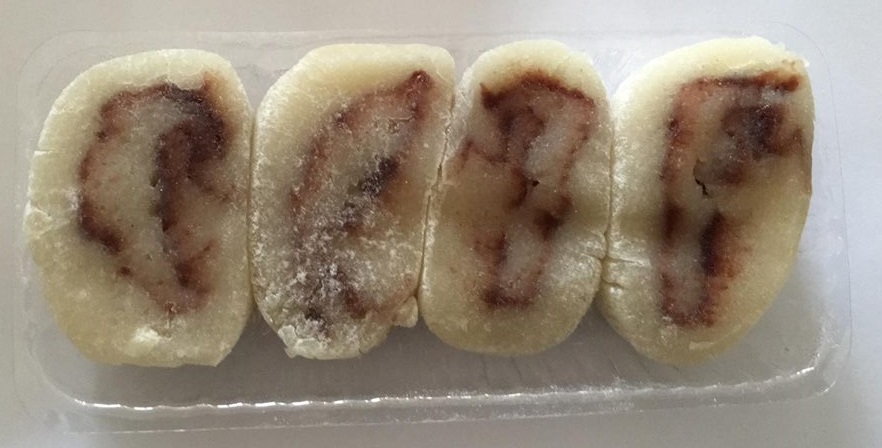
Bánh chuối với sốt đậu đỏ.

Trong ẩm thực Trung Quốc, bánh chuối là một loại gao (một từ để chỉ các loại bánh làm từ bột mì hấp). Gao Trung Quốc thường được dùng trong bữa chính hoặc bữa xế với trà, và thường không được dùng như món tráng miệng.

### Trong ẩm thực Việt Nam
Bánh chuối Việt Nam là một dạng bánh mì pudding, có thể được hấp, nướng, chiên hoặc kết hợp với khoai môn cắt lát.

### Trong ẩm thực Indonesia
Kue nagasari là một loại bánh chuối hấp phổ biến của Indonesia có thể được chế biến bằng chuối, bột đậu xanh hoặc bột gạo, nước cốt dừa và đường.

Bánh chuối ở Hội An, Việt Nam
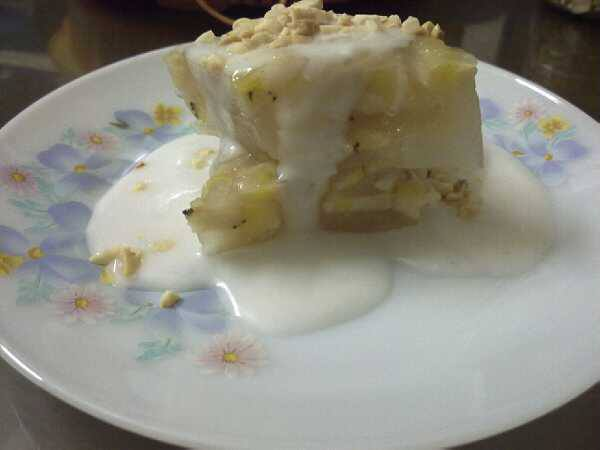
Bánh chuối hấp nước cốt dừa
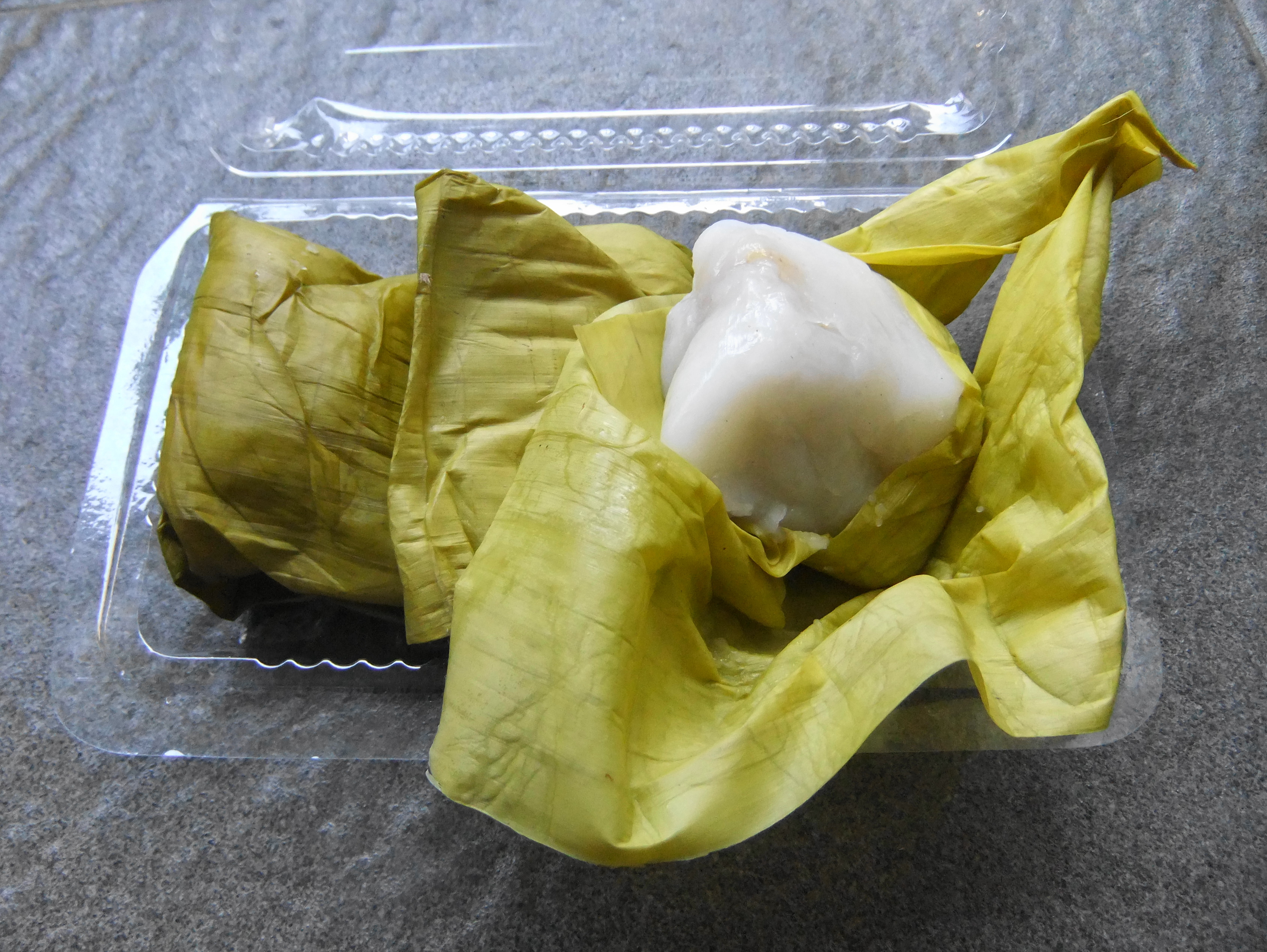
Bánh kue nagasari ở Indonesia